# Chloroclystis toreumata
Mesocolpia nanula là một loài bướm đêm trong họ Geometridae.